# Saulzet-le-Froid
 Saulzet-le-Froid  là một xã ở tỉnh Puy-de-Dôme trong vùng Auvergne-Rhône-Alpes miền trung nước Pháp.